# Menhir von Essenheim
Der Menhir von Essenheim (auch als Der Lange Stein oder Der Hohe Stein bezeichnet) ist ein Menhir bei Essenheim im Landkreis Mainz-Bingen in Rheinland-Pfalz.

## Lage
Der Stein befindet sich südöstlich von Essenheim vor dem Hohensteiner Hof. Ursprünglich stand er ein Stück weiter weg auf der Gemarkungsgrenze zwischen Essenheim und Ober-Olm. In Essenheim wurde er „Der Lange Stein“, in Ober-Olm „Der Hohe Stein“ genannt. Er wurde wohl bei einer Flurbereinigung ausgegraben und in einem nahen Waldstück abgelegt. Von dort wurde er später durch den Hofbesitzer an seinen heutigen Standort versetzt.

## Beschreibung
Der Menhir besteht aus Kalkstein. Er hat eine Höhe von 110 cm, eine Breite von 50 cm und eine Tiefe von 45 cm. Etwa ein Drittel des Steins steckt im Erdreich, am Fuß soll er breiter sein. Der Menhir ist säulenförmig und hat eine rundliche Oberseite. Seine Oberfläche ist stark verwittert. Am oberen Ende des Steins ist ein Kreuz eingeritzt.